# Chitose Get You!!
Chitose Get You!! (ちとせげっちゅ!! Chitose Gecchu!!?) es una serie de manga yonkoma japonés escrito e ilustrado por Etsuya Mashima. Unos 26 episodios de serie anime de televisión por Silver se transmitieron entre el 1 de julio de 2012 y el 24 de diciembre de 2012.

## Argumento
La historia gira alrededor de una pequeña niña de 11 años llamada Chitose, que esta perdidamente enamorada de Hiroshi, un hombre mayor quien es un funcionario en el ayuntamiento, justo al lado de la escuela donde está matriculada la pequeña. Chitose lo sigue y se pega incesantemente a su amor platónico intentando convencerle de que salga con ella.

## Personajes
Chitose Sakuraba (桜庭 ちとせ Sakuraba Chitose?)
 Seiyū: Sayaka Nakaya (anime) y Yui Horie (CD drama)
El personaje principal, es una niña de la escuela primaria que está enamorada de Hiroshi después de que supuestamente la rescató. Ella es increíblemente fuerte y atlética para su edad.
Hiroshi Kashiwabara (柏原 宏志 Kashiwabara Hiroshi?)
 Seiyū: Wataru Hatano (anime) y Kentarou Itou (CD drama)
Un hombre amable que trabaja en el Ayuntamiento junto a la escuela de Chitose. A menudo es paranoico sobre el afecto que Chitose tiene por él.
Misaki (みさき?)
 Seiyū: Sora Tokui (anime) y Mamiko Noto (CD drama)
Compañera de clase de Chitose y mejor amiga que es algo así como una preocupona. Ella tiene un complejo de Electra increíble y quiere convertirse en su novia cuando crezca.
Hinako Hiiragi (柊 雛子 Hiiragi Hinako?)
 Seiyū: MAKO (anime) y Rina Sato (CD drama)
Amiga y compañera de clase de Chitose, quien, a pesar de su regio aspecto, es un poco extraña. Ella parece que siempre tiene un cosplay para cada ocasión importante.
Asako Fuji (藤 麻子 Fuji Asako?)
 Seiyū: Kotono Mitsuishi (anime) y Hitomi Nabatame (CD drama)
La maestra de Chitose, que está constantemente en desacuerdo con Chitose, siendo principalmente su "rival" por el afecto de Hiroshi.
Kōhai-sensei (後輩先生?  lit. Ms. Underclassman)
 Seiyū: Rikako Yamaguchi (anime) y Shizuka Itō (CD drama)
Un profesor joven que esta un año por debajo de Asako.
Mr. Shige (シゲさん Shige-san?)
 Seiyū: Shinpachi Tsuji (anime) y Ken'ichi Ogata (CD drama)
El jefe de Hiroshi.
Mika Kashiwabara (柏原 美香 Kashiwabara Mika?)
 Seiyū: Satomi Akesaka
La sobrina de Hiroshi, quien también está compitiendo por su atención. Ella ve a Chitose y Asako como rivales, pero también le teme a Chitose por su monstruosa fuerza.

## Media

### Manga
El manga creado por Etsuya Mashima comenzó la serialización de Manga Vida original y Manga Vida MOMO en Takeshobo a partir de septiembre de 2002. La serie está disponible en inglés en el sitio lector para lectores JManga.

### Drama CD
Dos Drama CD fueron puestos en libertad el 22 de diciembre de 2005 y 23 de junio de 2006, respectivamente.

### Anime
Unos 26 episodios adaptados al anime por Silver Link salieron al aire entre 1 de julio de 2012 y 24 de diciembre de 2012. El anime fue transmitido en Nico Nico Douga y Crunchyroll. El tema de cierre de los episodios 1-13 es "Canción de Chitose Get You!!! (ちとせげっちゅ!!の歌 Chitose Gecchu!! no Uta?) por Sayaka Nakaya, Sora Tokui y MAKO, mientras que el tema de cierre para los episodios 14 en adelante es "Unos mil años - Chitose - te amo" (千年-ちとせ-アイラビュー Sennen-Chitose-Ai Rabu Yū?) por Rikako Yamaguchi y Asaketsu Iizuka.

#### Lista de episodios
| Nº | Título                                                                    | Fecha De Emisión         |
| -- | ------------------------------------------------------------------------- | ------------------------ |
| 1  | "Días de Chitose-chan" "Chitose-chan no Hibi" (ちとせちゃんの日々)        | 1 de julio de 2012       |
| 2  | "La Reunión del matrimonio" "Omiai" (お見合い)                            | 8 de julio de 2012       |
| 3  | "Atracción de un adulto?" "Otona no Miryoku?" (大人のみりょく?)           | 15 de julio de 2012      |
| 4  | "La niña de papá" "Papakko" (パパっ子)                                    | 22 de julio de 2012      |
| 5  | "Cosplay Hinako" "Kosupure Hinako" (コスプレ雛子)                         | 29 de julio de 2012      |
| 6  | "Bosquejo" "Sukecchi" (スケッチ)                                          | 5 de agosto de 2012      |
| 7  | "Simulacro de incendio" "Hinan Kunren" (避難くんれん)                     | 12 de agosto de 2012     |
| 8  | "En total!" "Minna de!" (みんなで!)                                       | 19 de agosto de 2012     |
| 9  | "Los días habituales" "Itsumo no Hibi" (いつもの日々)                     | 26 de agosto de 2012     |
| 10 | "Tanabata" "Tanabata" (七夕)                                              | 2 de septiembre de 2012  |
| 11 | "Talón de Aquiles de la maestra?" "Sensei no Jakuten?" (先生の弱点?)      | 9 de septiembre de 2012  |
| 12 | "La piscina se inaugura" "Pūru Hiraki" (プール開き)                       | 16 de septiembre de 2012 |
| 13 | "Festival de verano" "Natsu Matsuri" (夏まつり)                           | 23 de septiembre de 2012 |
| 14 | "Leer libros en otoño?" "Dokusho no Aki?" (読書の秋？)                    | 30 de septiembre de 2012 |
| 15 | "Día del deporte" "Undōkai" (うんどうかい)                                | 7 de octubre de 2012     |
| 16 | "Mika aparece" "Mika Tōjō" (美香登場)                                     | 14 de octubre de 2012    |
| 17 | "La comida" "Oshokuji desu" (お食事です)                                  | 21 de octubre de 2012    |
| 18 | "Dieta?" "Daietto?" (ダイエット?)                                         | 28 de octubre de 2012    |
| 19 | "Como una chica" "Onna no Ko Rashiku" (女の子らしく)                      | 4 de noviembre de 2012   |
| 20 | "Navidad" "Kurisumasu" (クリスマス)                                       | 11 de noviembre de 2012  |
| 21 | "Limpieza y recuerdos de primavera" "Ōsōji to Omoide" (大そうじと思い出)  | 18 de noviembre de 2012  |
| 22 | "Víspera de año nuevo" "Ōmisoka" (大みそか)                               | 25 de noviembre de 2012  |
| 23 | "Visita al templo en año nuevo" "Hatsumōde" (はつもうで)                  | 2 de diciembre de 2012   |
| 24 | "Un día en la vida de Kashiwabara" "Kashiwabara no Ichinichi" (柏原の1日) | 9 de diciembre de 2012   |
| 25 | "Vamos a hacerlo a mano" "Tezukuri Shimasho" (手作りしましょ)             | 16 de diciembre de 2012  |
| 26 | "Primero uno gana!" "Hayaimono Kachi!" (早いモノ勝ちっ！)                 | 23 de diciembre de 2012  |